# Fazekas Imre (író)
Fazekas Imre, született Frey (Budapest, 1887. január 29. – Budapest, 1949. február 6.) író, újságíró.

## Életútja
Frey Gusztáv (1853–1915) fővárosi tisztviselő, gyárigazgató és Auer Betti (1868–1942) fia. A gimnáziumot és az egyetemet Budapesten végezte, utána az Országos Munkásbeteg-segélyező és Balesetbiztosítónál dolgozott. Már tizenhat éves korában érdekes hangú versei jelentek meg a Pesti Hírlapban Advena Novus álnévvel. Több esztendőt töltött külföldön, különösen Berlinben, ahonnan cikkeket írt a Pesti Hírlapnak. Budapestre visszatérve, a Nyugatban és más lapokban jelentek meg versei. Nevét ismertebbé színműveivel tette, amelyek tartalmas, izmos, a hatáskeltés minden eszközével rendelkező tehetségről tesznek tanúságot. Szerette a rikító témákat, amelyeknek markáns feldolgozásával megfogta a közönséget. Egész estét betöltő első darabját, a háborús tárgyú Silvió kapitányt a Magyar Színház adta elő. Ezt követték gyors egymásutánban: Altona (Magyar Színház); Madonna (Vígszínház); Trojka (Magyar Színház). Nagy sikert arattak egyfelvonásosai: Szerelmesek; Elza asszony; Cirkusz; Aljas gazember; Függöny; Ringlispil; Fera-Palace. A Tanácsköztársaság idején hivatalnok volt. 1922-ben rövid időre Berlinbe költözött, ahol filmeket írt. 1925-ben az amerikai Paramount-filmgyár filmírásra szerződtette Hollywoodba. 1926-tól ismét Budapesten élt, mint az Est-lapok főmunkatársa, színházrovat vezetője és színikritikusa dolgozott. 1938-ban a zsidótörvény alapján elbocsátották, idegösszeomlást kapott, majd ezután alkalmi írásaiból élt.

## Magánélete
Házastársa Prinz Stefánia volt, Prinz Ignác és Weisz Terézia lánya, akit 1919. április 19-én Budapesten vett nőül.

## Művei
- Silvió kapitány (dráma, Csortos Gyulával, 1920)
- Karnevál (színmű, 1923)
- Altona (dráma, Budapest, 1925)
- Madonna (1925)
- Trojka (dráma, 1928)
- A Dunától a Csendes Óceánig (versek, Budapest, 1940)